# Boulevard du Bois-le-Prêtre
Le boulevard du Bois-le-Prêtre est une voie du 17e arrondissement de Paris, en France.

## Situation et accès
Le boulevard du Bois-le-Prêtre est une voie publique située dans le 17e arrondissement de Paris. Il débute au 8, place Arnault-Tzanck et se termine boulevard du Général-Leclerc à Clichy.
Il longe la place Pouchet (ouverte en 2019) contenant le Jardin Hans-et-Sophie-Scholl (ouvert en 2020) et croise la rue Hélène-et-François-Missoffe ouverte en 2016 et la rue Andrée-Putman ouverte en 2017.
Il est situé dans le prolongement de l'avenue de la Porte-Pouchet et constitue finalement la voie d'accès à la Porte Pouchet.

## Origine du nom
Le Bois-le-Prêtre fut le théâtre de violents combats pendant la Première Guerre mondiale.

## Historique
Cette voie était précédemment une partie du boulevard du Général-Leclerc situé autrefois sur les communes de Saint-Ouen et de Clichy et qui fut annexé à Paris par décret du 27 juillet 1930.
Il est requalifié en 2016 dans le cadre du réaménagement de la ZAC Porte Pouchet.

## Bâtiments remarquables et lieux de mémoire
- Au début du boulevard la caserne Bessières, siège de la brigade anti-criminalité 75 Nuit / compagnie de sécurisation et d'intervention de Paris / 1re division de police judiciaire, a une entrée secondaire, son entrée principale est située au 46 Boulevard Bessières .
- Aux nos 5-9 du boulevard se trouve la tour Bois-le-Prêtre, construite entre 1959 et 1961 par l'architecte Raymond Lopez pour l'OPHLM de la ville de Paris et rénovée depuis 2005 par Frédéric Druot, Anne Lacaton et Jean-Philippe Vassal.
- Au no 8 du boulevard se trouve la préfourrière Pouchet[2].
- Au no 20 est situé le jardin Hans-et-Sophie-Scholl.